# 副詞
副詞（英語：Adverb）是一類用以修飾動詞、形容詞或加強描繪片語或整個句子的詞，與形容詞或區別詞的差別在于，形容词能修飾名詞或代詞，而副词不能。
副詞不能充当主语、谓语或宾语的中心，因此传统上是虛詞的一類，但其他虛詞都不能獨立構成句子成份，而副詞可以獨自充當狀語，因此，一些现代分类将其归类为实词中的加词。

## 意思分類
- 時間副詞，如：剛剛、正在
- 頻度副詞，如：經常、通常
- 程度副詞，如：很、非常
- 範圍副詞，如：都、僅僅
- 否定副詞，如：不、非
- 語氣副詞，如：居然、也許

一些提題時所用的詞，像“如何、何時、什麼、果然”等在某方面也可視為副詞。